# Kvicklotus
Kvicklotus (Nymphaea × daubenyana) är en hybrid i familjen näckrosväxter mellan egyptisk blålotus (N. caerulea) och Nymphaea micrantha. Den odlas i många tropiska trädgårdar, men i Sverige måste den odlas i växthus. Kvicklotus säljs ibland under namnet "Madagascar Dwarf".